# Anastasios Metaksas
Anastasios Metaksas (gr. Αναστάσιος Μεταξάς, ur. 27 lutego 1862 w Atenach, zm. 28 stycznia 1937 tamże) – grecki architekt i strzelec. 
Metaksas był nadwornym architektem króla Jerzego I Greckiego i jest najbardziej znany z tego, że został wybrany przez Jeorjosa Awerofa do zrekonstruowania stadionu Panathinaiko na Letnie Igrzyska Olimpijskie 1896 w Atenach, na podstawie projektu autorstwa Ernsta Zillera. Studiował architekturę na Uniwersytecie Technicznym w Dreźnie, który ukończył z wyróżnieniem, rozbudował lub przebudował wiele zabytkowych budynków, w tym Muzeum Benaki i Narodowe Muzeum Archeologiczne w Atenach. Inne jego prace obejmują projekt katedry św. Andrzeja w Patras oraz różnych budynków użyteczności publicznej i rezydencji w Atenach. 
Metaksas był także strzelcem, wystartował na czterech Letnich Igrzyskach Olimpijskich i zdobył dwa medale, po raz pierwszy startował w Letnich Igrzyskach Olimpijskich 1896 na stadionie, który pomógł zrekonstruować, wziął udział w konkurencjach 200-metrowego karabinu wojskowego i 300-metrowego karabinu dowolnego, trzy postawy i skończył na czwartym miejscu w obu zawodach. 
Dziesięć lat później Metaksas rywalizował na Olimpiadzie Letniej 1906, gdzie brał udział w dziewięciu konkurencjach, a jego najlepszym wynikiem był srebrny medal w trapie, rundzie podwójnej, 14 m. Dwa lata później Metaksas zdobył brązowy medal w trapie podczas Letnich Igrzysk Olimpijskich 1908, które odbyły się w Londynie, zajmując trzecie miejsce, wraz z brytyjskim strzelcem Alexandrem Maunderem, z wynikiem 57 na 80 trafionych celów. 
W 1912 roku, w wieku 50 lat, Metaksas po raz ostatni pojawił się na igrzyskach olimpijskich w 1912 roku w Sztokholmie, gdzie zajął 6. miejsce w trapie i 35. miejsce w konkurencji pistoletu pojedynkowego z 30 metrów. 
Metaksas przed śmiercią zajął się polityką jako członek Partii Ludowej. 4 sierpnia 1929 r. został wybrany na senatora Attyki i Beocji, a 9 czerwca 1935 r. na posła Aten. 

## Prace architektoniczne

Katedra św. Andrzeja, Patras
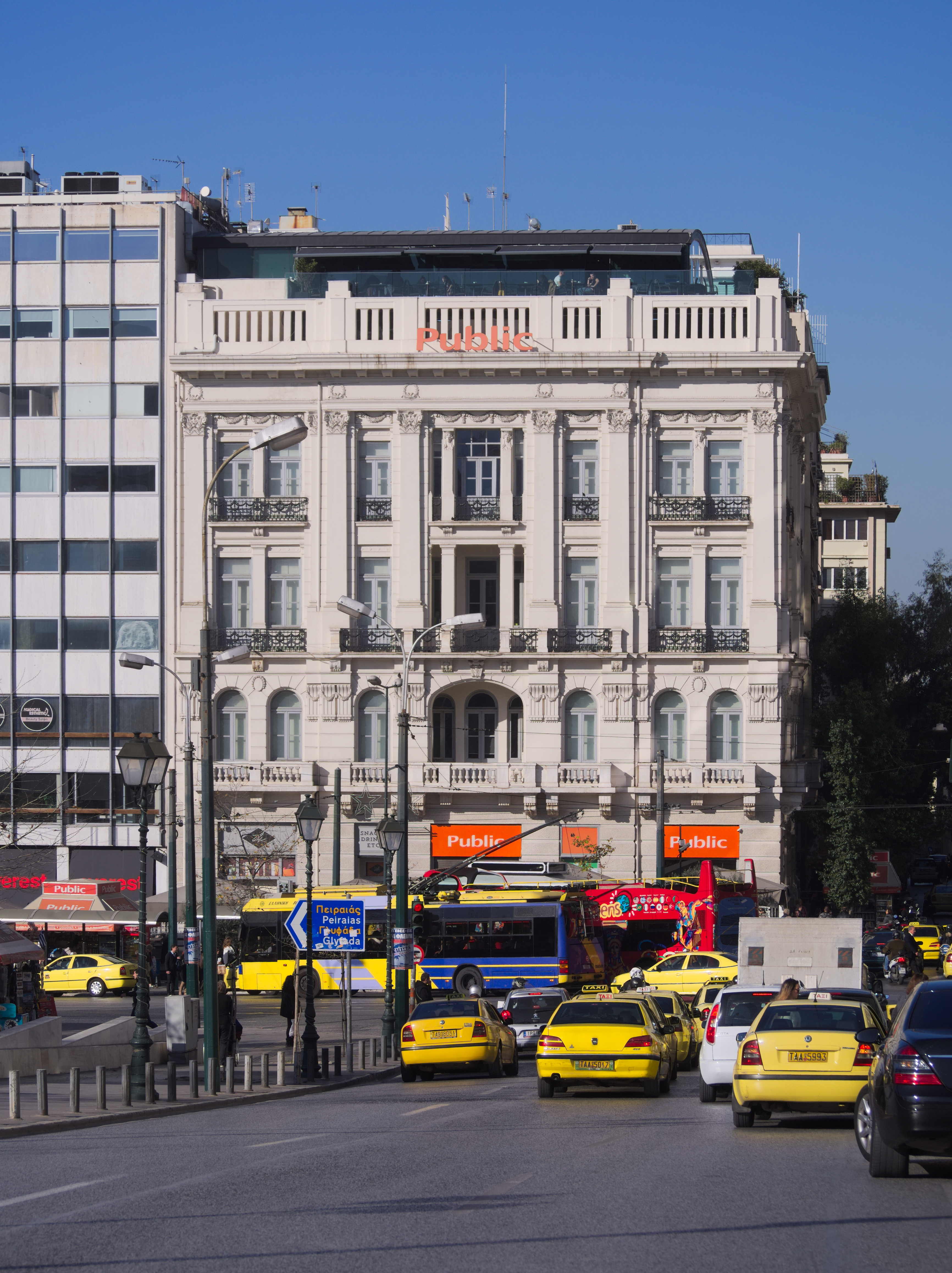
Rezydencja Pallis, Plac Sindagma
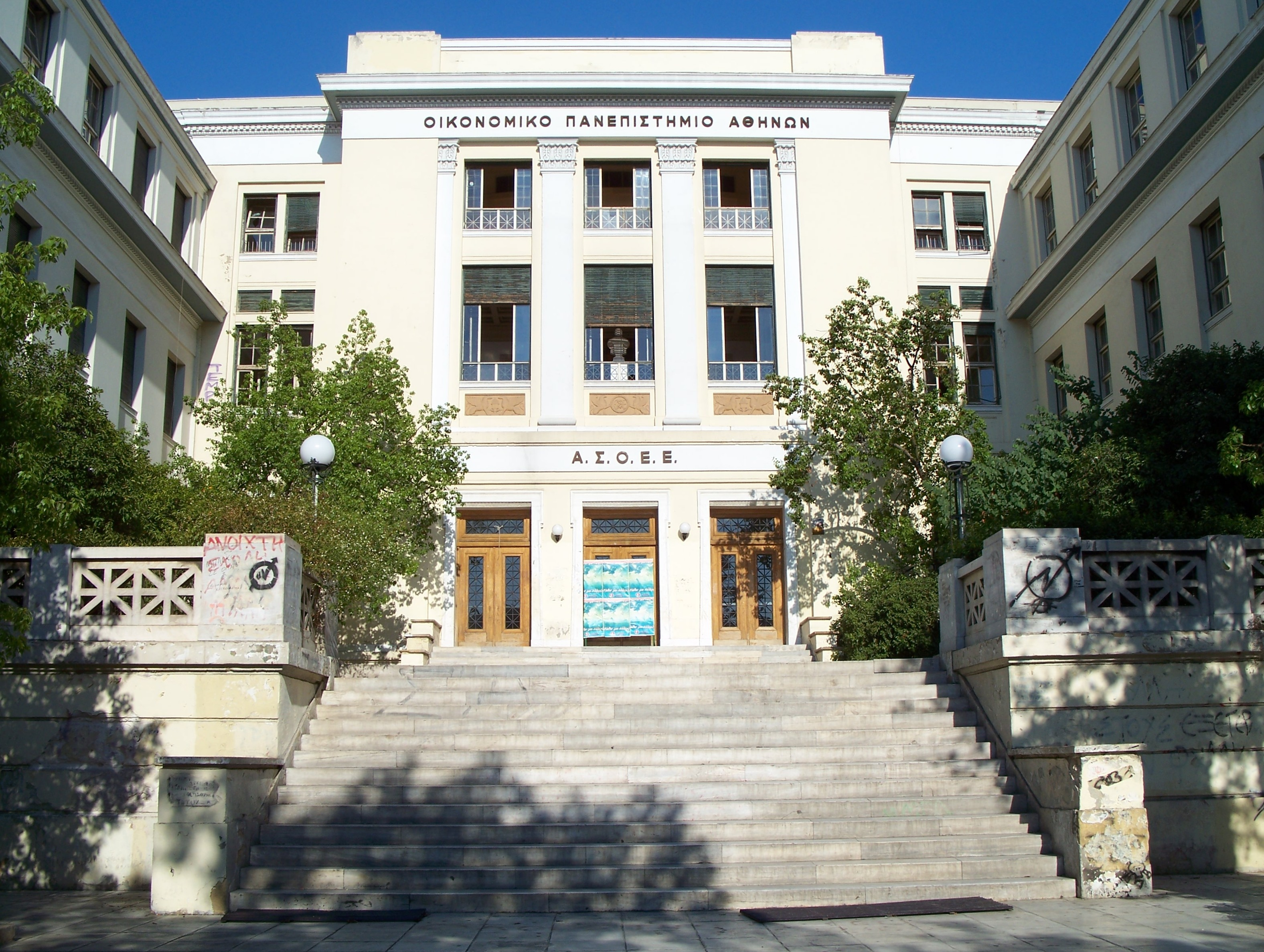
Główny budynek Uniwersytetu Ekonomii i Biznesu w Atenach
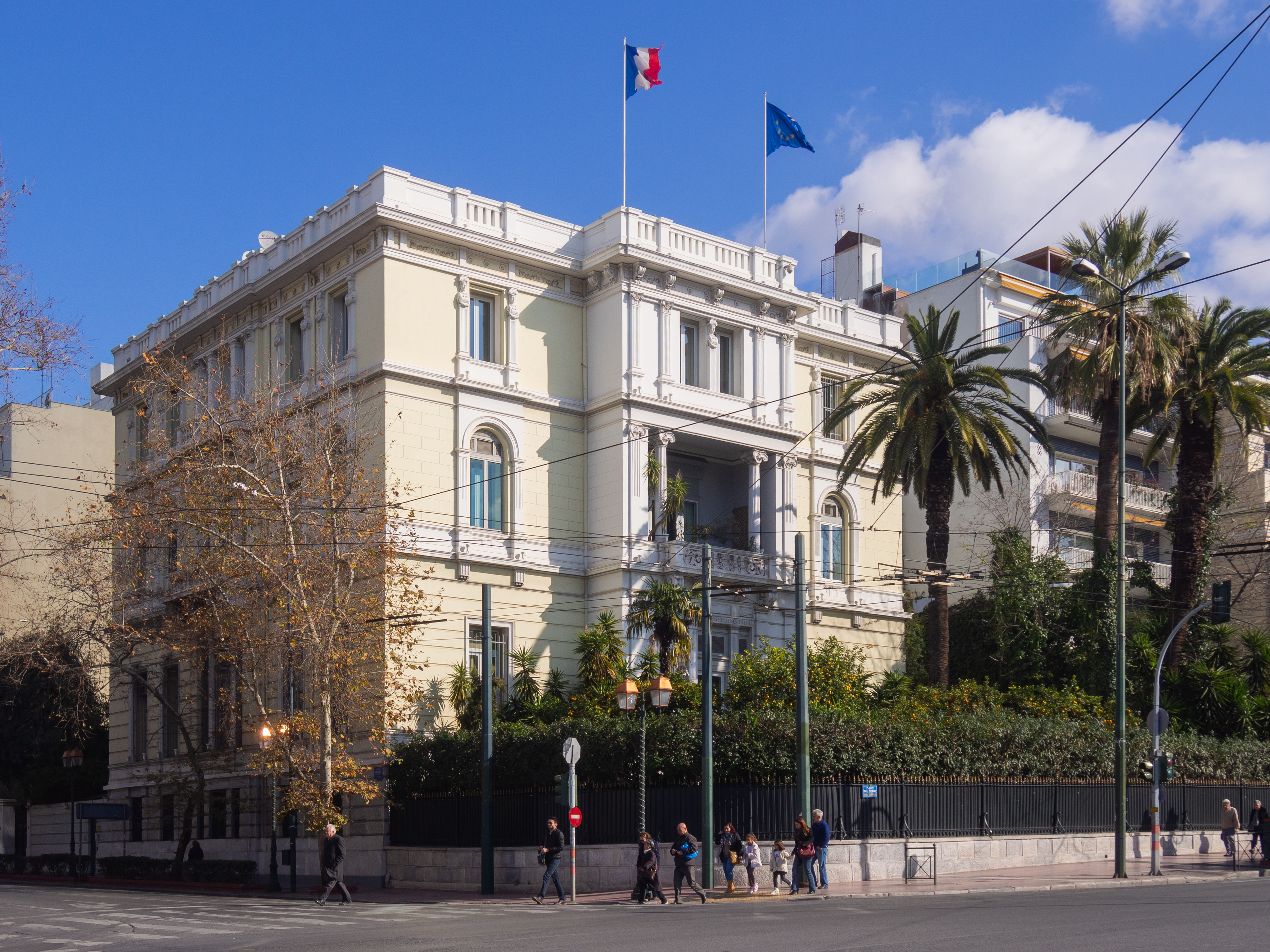
Ambasada Francuska, Ateny
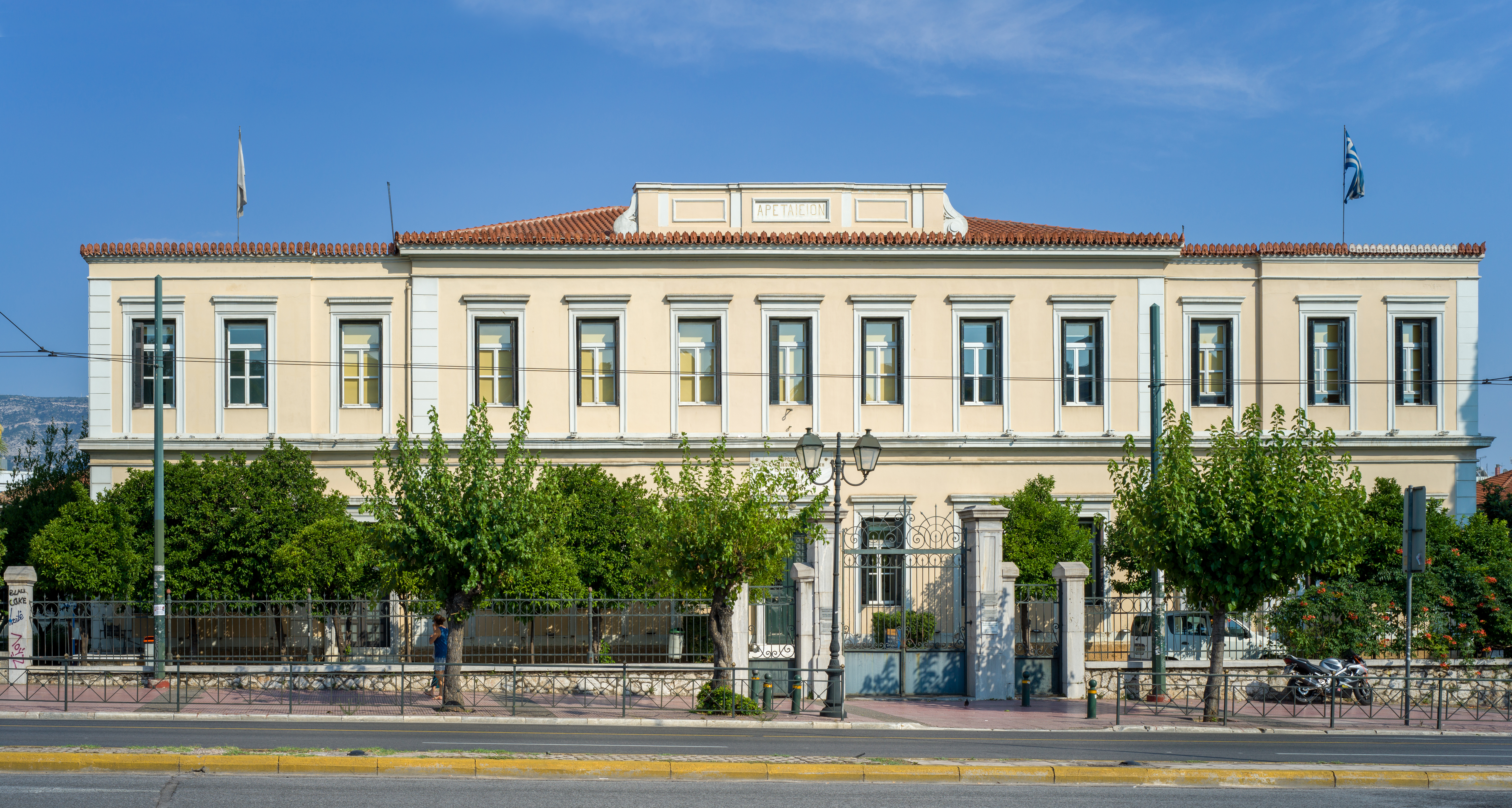
Szpital Aretaieion
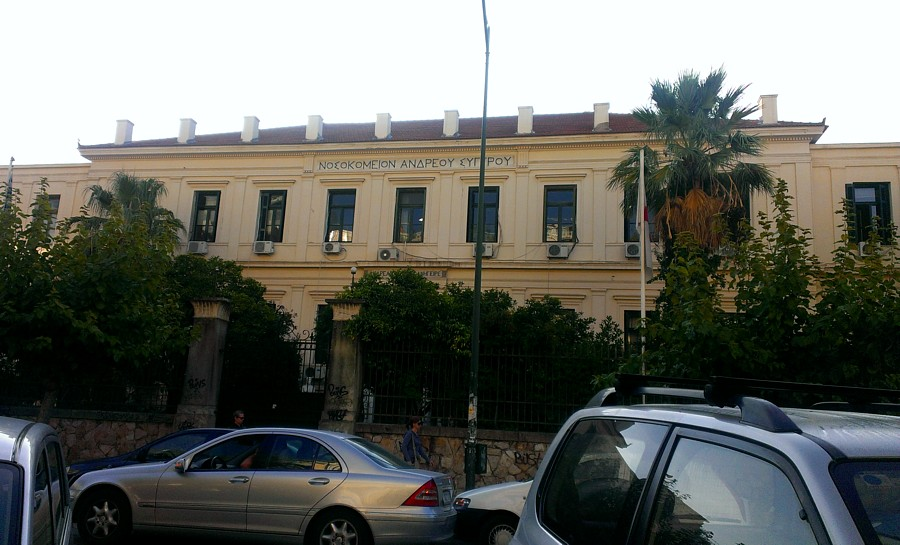
Szpital Syggros